# Susana Beltrán García
Susana Beltrán García (Barcelona, 1966) és una docent i política catalana, diputada al Parlament de Catalunya en la XI i XII legislatura.
És llicenciada en Dret per la Universitat de Barcelona i Doctora en Dret per la Universitat Autònoma de Barcelona. Treballa com a professora de dret internacional públic a la Universitat Autònoma de Barcelona (UAB). Els seus temes d'investigació s'han centrat en les relacions de les comunitats autònomes amb la Unió Europea, la cooperació transfronterera i la ciutadania europea. El 2014 va participar en la fundació de l'organització unionista Societat Civil Catalana (SCC), entitat on va ocupar el lloc de vicepresidenta tercera. El 2015 va deixar el càrrec de SCC per incorporar-se com a independent a la llista de Ciutadans per a les eleccions al Parlament de Catalunya d'aquest any. En fou escollida diputada. Ha col·laborat en diversos mitjans de comunicació.
A les eleccions al Parlament de Catalunya de 2017 fou escollida diputada per Ciutadans, sent la llista més votada.